# Người đan chữ xếp thuyền (phim 2013)
Fune o Amu (Nhật: 舟を編む Hepburn: Người đan chữ xếp thuyền) là một bộ phim điện ảnh Nhật Bản do Ishii Yuya đạo diễn, công chiếu vào năm 2013. Phim dựa trên tiểu thuyết cùng tên của Miura Shion, đã được dịch và ấn hành bản tiếng Việt dưới nhan đề Người đan chữ xếp thuyền(hay Đại độ hải). Phim đoạt được nhiều giải thưởng, bao gồm "Phim điện ảnh xuất sắc của năm" tại Giải Viện Hàn lâm Nhật Bản, và cũng nhận được nhiều đề cử khác. Phim đạt tiêu chuẩn đề cử tham gia hạng mục "Phim ngoại ngữ hay nhất" tại Giải Oscar lần thứ 86, nhưng không lọt vào danh sách đề cử.

## Cốt truyện
Majime Mitsuya là nhân viên bán hàng thuộc phòng kinh doanh của công ty sách Genbu. Nhưng với tình yêu đọc sách và kiến thức của mình, cũng đồng thời tốt nghiệp khoa ngôn ngữ học, anh lọt vào mắt xanh của Nishioka Masashi và bác Araki Kouhei, một người biên tập từ điển đang tìm người kế tục vị trí của mình, vì vợ của Araki đang đau ốm và ông muốn dành nhiều thời gian bên giường bệnh của vợ mình hơn.
Sau đó, Majime được thuyên chuyển về phòng biên tập từ điển, trở thành đồng nghiệp của bác Araki, Nishioka, chị Suzuki và tổng biên tập Matsumoto. Từ đây, cuộc đời Majime đã bước sang một trang mới.
Anh cùng các đồng nghiệp bắt tay biên soạn cuốn từ điển quốc ngữ mới có tên "Daitokai" (大渡海 (Đại độ hải) tạm dịch: "Vượt qua biển lớn"), được kỳ vọng là "cầu nối" giữa mọi người và "biển" ngôn từ. Tuy nhiên, do khó khăn về kinh phí, công ty định từ bỏ dự án "Daitokai". Bằng nhiều nỗ lực, phòng biên tập từ điển đã thuyết phục được lãnh đạo công ty và dự án vẫn được tiến hành, nhưng với điều kiện họ phải dời nó lại để tập trung làm một số việc trước mắt. 13 năm sau, dự án xuất bản từ điển "Daitokai" mới được tiến hành. Majime lúc này đã là chủ nhiệm phòng biên tập từ điển, anh dồn hết tâm sức cùng cộng sự biên soạn nên một cuốn từ điển để đời.
Một ngày nọ khi trở về Tảo Vân Trang (早雲荘 nơi Majime thuê ở), anh đã gặp Hayashi Kaguya, cháu gái của bà chủ nhà Take vừa trở về từ trường đào tạo đầu bếp. Anh yêu cô ngay từ cái nhìn đầu tiên. Khi phát hiện ra điều này, tổng biên tập Matsumoto đã bảo Majime hãy viết định nghĩa cho từ "koi" (恋 tình yêu). Cuối phim, Majime và Kaguya trở thành vợ chồng sau bức thư tình dài 15 trang của anh.

## Diễn viên
- Matsuda Ryuhei trong vai Majime Mitsuya
- Miyazaki Aoi trong vai Hayashi Kaguya
- Odagiri Joe trong vai Nishioka Masashi
- Kobayashi Kaoru trong vai Araki Kohei
- Kato Go trong vai Matsumoto Tomosuke
- Kuroki Haru trong vai Kishibe Midori
- Watanabe Misako trong vai Chizuru Take
- Ikewaki Chizuru trong vai Miyoshi Remi
- Tsurumi Shingo trong vai Hiroko Murakoshi
- Isayama Hiroko trong vai Sasaki Kaoru
- Yachigusa Kaoru trong vai Matsumoto Chie
- Namioka Kazuki trong vai biên tập viên
- Aso Kumiko trong vai nữ diễn viên trên áp phích

## Tiếp nhận

### Phê bình
Fune o Amu nhận được đánh giá tích cực từ giới phê bình. Yvonne Teh của tờ South China Morning Post đánh bộ phim 4,5 trên 5 sao. James Burke của Time Out Tokyo đánh giá bộ phim 4 trên 5 sao, nhận xét "Câu chuyện của Ishii Yuya về biên tập từ điển trong tình yêu thực sự rất có duyên." Mark Adams của Screen International viết: "Bộ phim đầy trìu mến – và có cả sự hoài niệm – gợi nhớ về thế giới của ngôn từ và từ điển, mà cũng tìm kiếm khoảng trống dành cho sự dịu dàng và lãng mạn một cách chậm rãi, đó là bước đột phá đối với một câu chuyện đương đại." Gary Goldstein của Los Angeles Times đánh giá tích cực về bộ phim, nhấn mạnh rằng "đó là sức mạnh của ngôn từ trong việc soi sáng và kết nối chúng ta, nó vẫn sẽ mãi trường tồn và sẽ đặt bộ phim này trên ngăn đặc biệt của tủ phim."

### Giải thưởng
| Giải thưởng                           | Giải thưởng          | Giải thưởng                     | Giải thưởng      | Giải thưởng |
| Giải thưởng                           | Ngày trao giải       | Hạng mục                        | Người được đề cử | Kết quả     |
| ------------------------------------- | -------------------- | ------------------------------- | ---------------- | ----------- |
| Giải thưởng phim Hochi                | 18 tháng 12 năm 2013 | Phim điện ảnh hay nhất          |                  | Đoạt giải   |
| Giải thưởng phim Hochi                | 18 tháng 12 năm 2013 | Nam diễn viên xuất sắc nhất     | Matsuda Ryuhei   | Đoạt giải   |
| Giải thưởng phim Hochi                | 18 tháng 12 năm 2013 | Nữ diễn viên phụ xuất sắc nhất  | Ikewaki Chizuru  | Đoạt giải   |
| Giải thưởng phim Mainichi             | Tháng 1 năm 2014     | Phim điện ảnh hay nhất          |                  | Đoạt giải   |
| Giải thưởng phim Mainichi             | Tháng 1 năm 2014     | Đạo diễn xuất sắc nhất          | Ishii Yuya       | Đoạt giải   |
| Giải thưởng phim Mainichi             | Tháng 1 năm 2014     | Nam diễn viên xuất sắc nhất     | Matsuda Ryuhei   | Đoạt giải   |
| Giải thưởng phim Mainichi             | Tháng 1 năm 2014     | Thiết kế sản xuất xuất sắc nhất | Harada Mitsuo    | Đoạt giải   |
| Giải Ruy băng xanh                    | 11 tháng 2 năm 2014  | Phim điện ảnh hay nhất          |                  | Đề cử       |
| Giải Ruy băng xanh                    | 11 tháng 2 năm 2014  | Đạo diễn xuất sắc nhất          | Ishii Yuya       | Đề cử       |
| Giải Ruy băng xanh                    | 11 tháng 2 năm 2014  | Nam diễn viên xuất sắc nhất     | Matsuda Ryuhei   | Đề cử       |
| Giải Ruy băng xanh                    | 11 tháng 2 năm 2014  | Nam diễn viên phụ xuất sắc nhất | Odagiri Joe      | Đề cử       |
| Giải Ruy băng xanh                    | 11 tháng 2 năm 2014  | Nữ diễn viên phụ xuất sắc nhất  | Kuroki Haru      | Đề cử       |
| Giải Ruy băng xanh                    | 11 tháng 2 năm 2014  | Diễn viên trẻ xuất sắc nhất     | Kuroki Haru      | Đoạt giải   |
| Giải Viện Hàn lâm Nhật Bản lần thứ 37 | 7 tháng 3 năm 2014   | Phim điện ảnh xuất sắc nhất     |                  | Đoạt giải   |
| Giải Viện Hàn lâm Nhật Bản lần thứ 37 | 7 tháng 3 năm 2014   | Đạo diễn xuất sắc nhất          | Ishii Yuya       | Đoạt giải   |
| Giải Viện Hàn lâm Nhật Bản lần thứ 37 | 7 tháng 3 năm 2014   | Kịch bản phim xuất sắc nhất     | Watanabe Kansaku | Đoạt giải   |
| Giải Viện Hàn lâm Nhật Bản lần thứ 37 | 7 tháng 3 năm 2014   | Nam diễn viên xuất sắc nhất     | Matsuda Ryuhei   | Đoạt giải   |
| Giải Viện Hàn lâm Nhật Bản lần thứ 37 | 7 tháng 3 năm 2014   | Nữ diễn viên xuất sắc nhất      | Miyazaki Aoi     | Đề cử       |
| Giải Viện Hàn lâm Nhật Bản lần thứ 37 | 7 tháng 3 năm 2014   | Nam diễn viên phụ xuất sắc nhất | Odagiri Joe      | Đề cử       |
| Giải Viện Hàn lâm Nhật Bản lần thứ 37 | 7 tháng 3 năm 2014   | Âm nhạc xuất sắc nhất           | Watanabe Takashi | Đề cử       |
| Giải Viện Hàn lâm Nhật Bản lần thứ 37 | 7 tháng 3 năm 2014   | Quay phim xuất sắc nhất         | Junichi Fujisawa | Đề cử       |
| Giải Viện Hàn lâm Nhật Bản lần thứ 37 | 7 tháng 3 năm 2014   | Đạo diễn ánh sáng xuất sắc nhất | Osada Tatsuya    | Đề cử       |
| Giải Viện Hàn lâm Nhật Bản lần thứ 37 | 7 tháng 3 năm 2014   | Thiết kế sản xuất xuất sắc nhất | Harada Mitsuo    | Đề cử       |
| Giải Viện Hàn lâm Nhật Bản lần thứ 37 | 7 tháng 3 năm 2014   | Thu âm xuất sắc nhất            | Katou Hirokazu   | Đoạt giải   |
| Giải Viện Hàn lâm Nhật Bản lần thứ 37 | 7 tháng 3 năm 2014   | Dựng phim xuất sắc nhất         | Fushima Junichi  | Đoạt giải   |
| Giải Viện Hàn lâm Nhật Bản lần thứ 37 | 7 tháng 3 năm 2014   | Diễn viên trẻ xuất sắc nhất     | Kuroki Haru      | Đề cử       |